# Nicke Lignell
Niclas (Nicke) Christoffer Lignell, född 24 juni 1966 i Bromarv, är en finlands-svensk skådespelare.

## Biografi
Nicke Lignell studerade vid Teaterhögskolan 1987–1991. Han har ofta medverkat i musikaler och i sång- och musikprogram, bland annat Me and My Girl på Svenska Teatern 1996–1997 och Bengt Ahlfors Stulen lycka på Lilla Teatern. Han har också medverkat i Teater Viirus, bland annat som Aljosja i Bröderna Karamasov.
Lignell har ofta fått roller som pjäsens unga älskare, också på film. Han har haft huvudroller i filmer regisserade av Claes Olsson, i Underbara kvinnor vid vatten, i Akvariekärlek och i Lyckans skuggor 2005; han gjorde vidare pappan, barnens stöttepelare, i filmen Levottomat 3. Han spelade en av huvudrollerna, Johannes Smeds, i Claes Olssons film Colorado Avenue (2007) som bygger på Lars Sunds romaner. År 2021 spelade han huvudrollen i Claes Olssons film Den svavelgula himlen som är en filmatisering av Kjell Westös roman med samma namn.
Nicke Lignell är gift med violinisten Raakel Lignell (född 1966).